# Juventude (romance de Coetzee)
Juventude (título original: Youth: Scenes from Provincial Life II) (2002) é um romance autobiográfico e semi-ficcionalizado de JM Coetzee, contando suas lutas na Londres dos anos 1960 depois de fugir da agitação política da Cidade do Cabo, na África do Sul.

## Resumo da trama
A história começa com o narrador morando no subúrbio de Mowbray e estudando na Universidade da Cidade do Cabo. Depois de se formar em matemática e inglês e na esteira do massacre de Sharpeville, ele se muda para Londres na esperança de encontrar inspiração para se tornar um poeta e encontrar a mulher dos seus sonhos. No entanto, ele não encontra nada disso e, em vez disso, assume um trabalho tedioso como programador de computador na IBM. Seu trabalho incluía a verificação de cartões perfurados enviados a um IBM 7090 para o projeto TSR-2. Apaixona-se por Mônica Vitti. Ele se sente alienado no novo país e nunca se acomoda, sempre ciente do desprezo com que os londrinos o veem. Ele se envolve em uma série de casos amorosos, nenhum deles satisfazendo-o. Ele despreza a incapacidade das pessoas de ver através de seu exterior monótono a "chama" dentro dele; nenhuma das mulheres que conhece evoca nele a paixão que, segundo ele, permitiria que sua arte florescesse e assim produzisse grandes poesias. No final do livro, ele está trabalhando para a International Computers no projeto Atlas.